# 国鉄キハ40000形気動車
国鉄キハ40000形気動車（こくてつキハ40000がたきどうしゃ）は、昭和時代初期に日本国有鉄道の前身である鉄道省が開発した機械式ガソリン動車である。

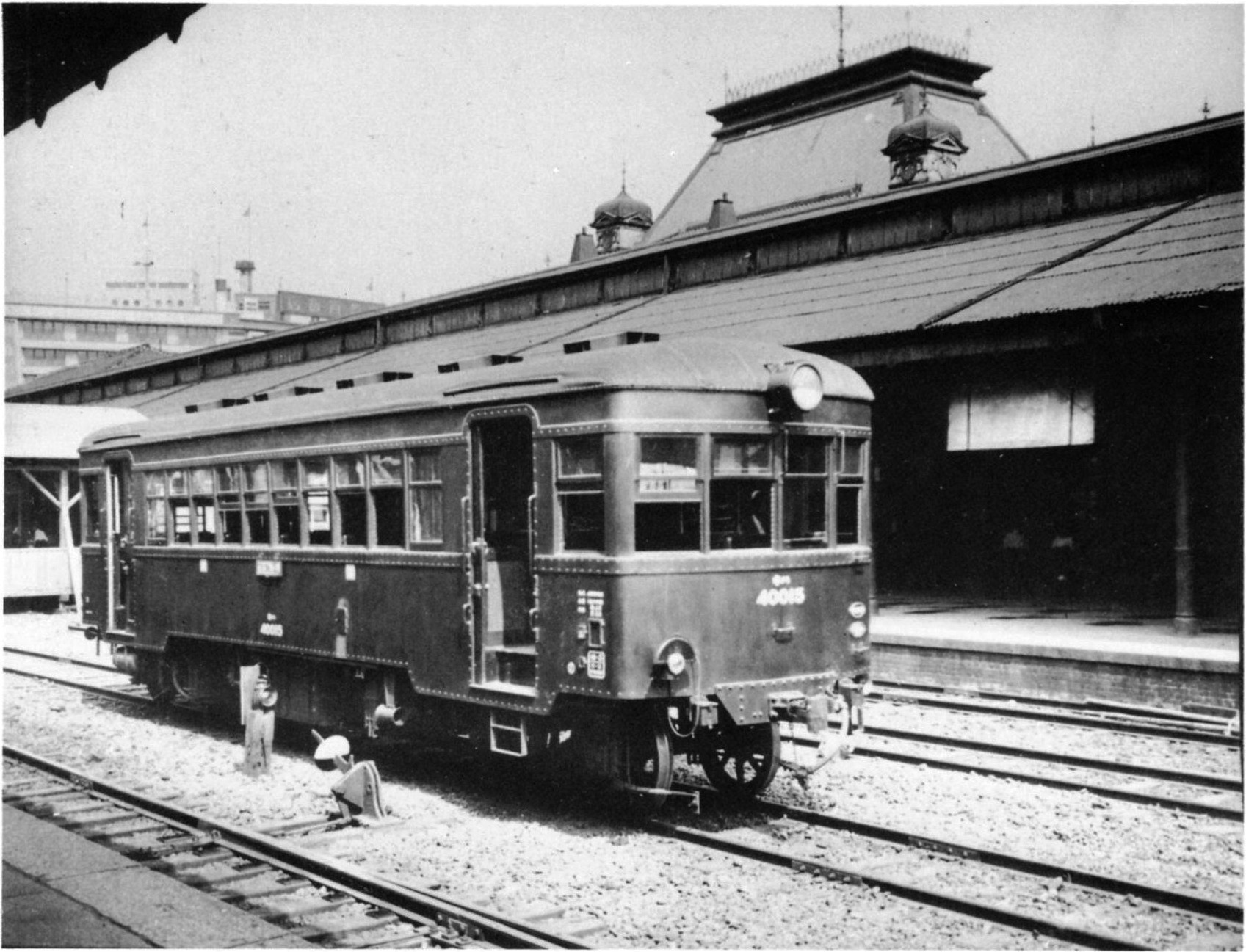
キハ40015
（1934年頃・二代目大阪駅構内）

## 概要
ガソリン動車開発で私鉄や車両メーカーの動きに立ち後れていた鉄道省も、日本車輌製造設計による江若鉄道C4形（1931年〈昭和6年〉に登場した日本初の120人乗り18 m級大型ガソリンカー）などを参考として、国産ガソリンエンジンを搭載する軽量構造の16 mガソリン動車キハ41000形（当初の形式はキハ36900形）を1932年（昭和7年）に開発した。キハ41000形は使用実績も好調で、鉄道省で初めて本格的に量産されたガソリン動車となった。
この実績を元に、キハ41000形の車体長を短縮することにより車体重量を軽量化して動力面に余裕を持たせ、その余力で15 t積級（ム級）貨車1両を牽引、あるいは勾配線区で運用する目的で開発されたのがキハ40000形である。
当時すでに、軽便鉄道などの地方鉄道では、比較的強力なエンジンを搭載した気動車で客車や貨車を牽引し、従来なら蒸気機関車が牽引していた小列車を代替する例が生じていた。つまり、キハ40000形の開発企図は、ハードウェア設計のみならず、運用ノウハウまでも私鉄での先行事例に追従するものであった。

## 車体
設計は1933（昭和8）年度発注のキハ41000形41036以降を基本とし、車体長を15.5 mから11.5 mに短縮、これに併せて定員も109名から75名に減少している。
窓配置は1D(1)8(1)D1（D：客用扉、(1)：戸袋窓）で、戸袋窓部をロングシートとしたセミクロスシート車であることも共通している。
また、屋根には雨樋が無く扉部のみ水切りが配されていることも共通で、前照灯は当時標準のLP42を前面の幕板部中央に1灯装着していた。
竣工時の塗装は当時の客車や電車と同じくぶどう色1号で、三等車を表す赤帯は当初からない。その後1935年（昭和10年）の塗装規定変更で気動車の標準色として新たに制定された藍青色と帯黄灰色のツートンカラー（色名称制定後は青3号と黄かっ色2号）に変更された。

## 主要機器

### 機関・変速機・逆転機
車体と同様に、駆動系もキハ41000形のそれが基本とされた。このため、機関台枠上に搭載されたエンジン（GMF13）、変速機（D211）、それにクラッチについては1933（昭和8）年度以降発注のキハ41000形と完全な互換性があった。ただし、使途の相違から逆転機については設計変更が加えられ、逆転機内の大歯車の歯数（43枚→50枚）変更で逆転機内での最終減速比が3.489から4.057に変更されたD206が採用されて定格速度が低く抑えられた代わりに、低速域での牽引力が向上している。
冷却装置はラジエーターの放熱器素をキハ41000形の20基から24基に増強し、床下に設置している。
なお、全長小型化によるつじつま合わせで、圧縮空気タンク複数が通常は機器搭載位置とされることのない台車脇床下のドアステップ真下に組み付けられるなど、スペース捻出には苦心の跡がうかがえる。

### 台車
逆転機の歯数比変更で台車に装架される逆転機のケーシング形状が変更され、この関係で動力台車についてはトランサム（横梁）周りの構造を従来のものと変更せざるを得なくなった。また、全長短縮による床下スペース縮小を最小限に抑える必要もあったことから、キハ41000形のTR26（軸距1,800 mm）を基本に軸距を1,600 mmに短縮したTR27（付随台車）およびTR28（動力台車）が新たに設計され、装着された。
鉄道趣味者の間では、本形式が牽引力向上を図って2軸駆動方式としていたとする説が古くから存在するが、これは誤りで、『日車の車輛史 国鉄編上』などでは同車の図面にはっきり「片側の台車の1軸を駆動している」という説明がある。
また『機関車便覧』に気動車同士の動輪上軸重が掲載されているが、キハ40000が5.25t、キハ41000が5.60t、キハ42000が6.39tといずれも自重の1/4を少し上回る程度であり、これでキハ40000が本当に2軸駆動なら運転整備重量（19.00t）の7割以上が付随台車にかかるという不自然な構造になってしまう。
2軸駆動説は、中川浩一が鉄道趣味誌に記載した「国鉄形機械式ガソリン動車変遷史」で「動力台車を2軸駆動にするなどの改良を試みた」という記述などがあるが、この記事の場合も中川が2軸駆動であったことの典拠をこの文中で示しておらず原出典は不明。

## 使用実績

### 戦前
1934年3月に日本車輌製造本店（キハ40000 - 40014）と川崎車輛（キハ40015 - 40029）で製造され、一部は竣工直後の1934年7月20日から同年9月20日にかけて、当時部分電化工事中の山陽本線で区間列車として運用された。
その後は本来投入予定の各線に配置されたが、勾配線区での使用実績は良好とはいえず、オーバーヒートなどのトラブルが多発した。これは勾配区間での走行速度低下が著しく、全負荷運転中のエンジンの発熱が想定外の低速度下で効率低下した冷却装置の能力を超えた事が原因とされた。国鉄ガソリンカーのラジエーターにファンを与えて冷却した事例は、電気式のキハニ36450形の後は一旦途絶えており、41000形と40000形のラジエーター放熱は走行による自然放熱頼りであった（その後大型機械式の42000形では再び強制冷却ファンが採用された）。
この対策としてキハニ5000形のようにラジエーターを正面屋根上に移設改造し、冷却能力の向上を図った車両もあったが効果の有無については不明である。開発担当者の北畠顕正が立ち会ったキハ40000の中央西線での試運転の際、多治見駅から先の勾配区間で冷却水が沸騰して吹き出したため途中駅で停車したが、その駅が釜戸駅であったため、お湯を沸かすかまどになぞらえて一同が苦笑いしたという出来事もあったという。
貨車牽引についてはどの程度行なわれたのか明らかではないが、牽引時の走行性能の問題の他に、貨車1両程度の牽引能力ではローカル線の貨物需要にすら対応できない点も指摘された。当初の目的を十分に果たすことが出来ないとされ、追加増備は見送られ製造両数は初年度の30両にとどまった。

### 中国大陸への供出
全体の半数に当たるキハ40007・40016 - 40029は戦時中に特別廃車となり、国鉄工場で標準軌に改造の上で中国大陸に送られ、華中鉄道で使用された。
戦後は長江を渡る鉄道連絡船に積み込まれている姿が記録されている。また、少なくとも4両が、中国東北部遼寧省の撫順鉱業集団運輸部（いわゆる撫順電鉄）にて、1980年代末頃まで電車の付随車として運行されていた。その他、2008年時点で、中国遼寧省・南票鉱務局専用線の機務段(機関区)に、本形式の廃車体が現存していたことが確認されている。

### 日本残存車の戦後
日本の鉄道省に残存した車両についても終戦後の1948年（昭和23年）以降、使用可能車両の多くが順次私鉄へ譲渡され、最後まで国鉄に残っていた2両（キハ40004・40005）も1950年（昭和25年）に付随車であるキサハ40800形（キサハ40800・40801）に改造された。

## 私鉄払い下げ車
10両が戦後私鉄に払い下げられた。

### 南部鉄道
尻内駅（後の八戸駅） - 五戸駅間を結んでいた南部鉄道では、1948年10月に廃車となったキハ40006・40011の払い下げを受け、客車のハ4001・4002として使用された。1951年に三菱重工業製DB5Lエンジンを搭載してキハ40001・40002となった。1966年にはキハ40002が付随車に改造されてハフ40002に改称された。
南部鉄道は1968年5月16日に発生した十勝沖地震の被災により1969年3月31日に廃止となった。

### 岩手開発鉄道
岩手開発鉄道では1950年の開業時に旅客輸送用としてキハ40010の払い下げを受け、キハ40001として使用した。1968年に前面切妻非貫通の自社発注車キハ202が入線し、キハ40001は1969年11月に廃車となった。

### 常総筑波鉄道・関東鉄道
関東鉄道の前身である常総筑波鉄道は、筑波線用としてキハ40009の払い下げを受け、1952年よりキハ311として使用した。機関は日野DS11に換装されたが、機械式のままであった。関東鉄道成立後の1970年8月に廃車となった。

### 北陸鉄道
北陸鉄道では羽咋駅 - 三明駅間の能登線用としてキハ40014の払い下げを受け、1953年にキハニ5151として入線した。車体両端に荷重0.5 tの荷台（鮮魚台）が設置され、助士席側に乗務員扉が設置された。後にキハ5151に改称されている。1972年の能登線廃止により廃車となった。

### 有田鉄道
有田鉄道では、一畑電気鉄道の立久恵線で使用されていたキハ2（元キハ40001）がキハ5（元キハ04 29）とともに入線した。入線にあたりキハ2がキハ201に、キハ5がキハ202に改称されている。キハ201は1971年に廃車となった。

### 一畑電気鉄道
一畑電気鉄道の立久恵線は元出雲鉄道の路線で、出雲鉄道時代の1949年にキハ40001・40000の払い下げを受け、キハ2・3として使用した。1956年頃までに2両ともDMF13に換装されている。
1961年2月にキハ3が転覆事故で廃車となり、代替としてキハ04形キハ04 29の払い下げを受けたキハ5が入線した。立久恵線は1964年7月の集中豪雨（昭和39年7月山陰北陸豪雨）被災で1965年3月に廃止となり、キハ2はキハ5とともに有田鉄道へ譲渡された。

### 宮崎交通
宮崎交通では南宮崎駅 - 内海駅間の鉄道路線として宮崎交通線を運営しており、1949年に廃車となったキハ40008・40012・40013の3両を譲り受けたが、この3両は大阪の広瀬車輌で蓄電池動車に改造され、チハ101 - 103となった。変速機等を撤去して台枠に50 kWの直流電動機が設置され、推進軸や逆転機は種車から流用された。蓄電池は床下に2セット搭載された。屋根にはアンテナが張られ、車内でラジオの放送受信が可能であった。
宮崎交通線は国鉄日南線の建設進捗により1962年6月30日限りで廃止され、蓄電池車チハ101 - 103も他社に譲渡されることなく消滅した。